# Gaetano Foschini
Gaetano Francesco Foschini (Polesella, 25 agosto 1836 – Torino, 12 marzo 1908) è stato un organista, compositore e direttore d'orchestra italiano.

## Biografia
Nacque il 25 agosto 1836 a Polesella, in provincia di Rovigo. Le sue prime lezioni musicali furono impartite dal padre Antonio, un abile organista e compositore di musica sacra. Successivamente, approfondì i suoi studi a Verona con Domenico Foroni.
Nel 1850, appena quindicenne, subentrò al padre come organista nel Duomo di Cologna Veneta. 
Nel 1855 si trasferì a Milano per intraprendere la carriera di direttore d'orchestra, che continuò in vari paesi europei. Tornato in Italia, fu nominato direttore della scuola di musica di Asti e in seguito fu direttore delle stagioni liriche al Teatro Alfieri di Asti dal 1875 al 1889, dove diresse anche la banda cittadina. Mentre dal 1889 al 1900 ebbe una cattedra di armonia complementare al Liceo musicale di Torino. Nel gennaio 1899 vinse a Parigi il concorso indetto dal periodico La Tribune di St. Gervaise per la musica dei Quattro offertori dell'Avvento a voci sole.

## Composizioni
Foschini fu un compositore prolifico e compose molte opere sia in Italia che all'estero: sinfonie, musica sacra e musica per pianoforte. Si citano L'Eclair (1860), Un fiore (1860), Souvenir de Constantinople (1861), Brise du Bosphore Op.24 (1861), l'opera Giorgio il bandito (1864), la musica per il ballo goliardico Scholasticòn (1892).
Tra le composizioni di carattere sacro si ricordano: Missa in honorem S. Antonii l'atavini ad tres voces viriles organo ad libitum (1897); Laudate pueri; Laudate Dominum; Magnificat a tre voci virili; Ecce sacerdos magnus. Nella Biblioteca del Conservatorio di Torino si conservano 59 manoscritti, comprendenti 17 composizioni liturgiche, 13 pezzi per pianoforte, 12 strumentali per diversi organici, 8 liriche, 6 pezzi per coro e scritti vari.
Pubblicò inoltre: Cenni storico-statistici dalla 1866 al 1891 sul Liceo musicale di Torino (Torino 1892); Introduzione ai trattati d'armonia (1892); Bassi e partimenti graduati (1892); Trattato ragionato teorico-pratico dell'armonia ad uso degli istituti e conservatori di musica (Milano-Torino 1896).
Scrisse numerosi articoli scientifici-musicali su varie riviste e giornali italiani e stranieri. 